# Ad van Nieuwpoort
Arie Gerard Leendert (Ad) van Nieuwpoort (23 december 1966) is theoloog, predikant en schrijver.

## Levensloop
Ad van Nieuwpoort studeerde van 1990 tot 1996 aan de theologische faculteit van de Universiteit van Amsterdam, onder andere bij Frans Breukelman (1916-1993). Na diens dood werkte hij vanuit de Stichting Breukelman mee aan de publicatie van zijn nagelaten werk. Ook werkte hij, met onder anderen de theologische hoogleraren Nico Bakker, Karel Deurloo en Rochus Zuurmond, aan de uit 15 delen bestaande Bijbels theologische en dogmatische serie Om het levende Woord. Die bood een podium voor de reflectie op de theologische traditie van Karl Barth (1886-1968), Kornelis Heiko Miskotte (1894-1976) en Frans Breukelman. In 1997 werd Van Nieuwpoort bij een breder publiek bekend door zijn eerste monografie De kleine Mensengod: De bijbel kan ons nog meer vertellen.
In december 1996 werd hij predikant in de Hervormde Gemeente van Amstelveen. Daarnaast was hij als gastdocent verbonden aan de theologische faculteit van de Universiteit van Amsterdam. In 2004 werd hij predikant van de Thomaskerk in Amsterdam, aan de voet van de Zuidas. Daar richtte hij in samenwerking met voormalig VPRO-programmamaker Klaas Vos het ThomasTheater op. Ook was hij een van de initiatiefnemers van Zingeving Zuidas, een project samen met zijn toenmalige vicaris Ruben van Zwieten.
In 2006 promoveerde hij op een studie over het evangelie naar Lukas, waarin hij een pleidooi houdt voor een onhistorische lezing van dit evangelie als uitleg van het Oude Testament. Zijn proefschrift verscheen in handelseditie als Tenach Opnieuw: Over het Messiaanse tegoed van het evangelie naar Lukas.
Toen in 2011 al het nagelaten werk van Frans Breukelman was uitgegeven, richtte Van Nieuwpoort De Nieuwe Bijbelschool op, een platform voor een nieuwe manier van Bijbellezen. In 2012 werd hij predikant van de Protestantse Gemeente van Bloemendaal en Overveen. Hier interviewde hij o.a. maandelijks bekende en minder bekende Nederlanders in Areopagus, een programma dat ook werd uitgezonden door Radio Bloemendaal. In 2020 nam Van Nieuwpoort een beroep aan naar de Haagse Duinzichtkerk, waar hij in september 2020 intrede deed. Tijdens de corona-crisis en het uitblijven van fysieke kerkdiensten nam Ad van Nieuwpoort de YouTube serie Tegengif op. Hierin interviewt van Nieuwpoort bekende en minder bekende mensen over het leven in tijden van Corona, ter inspiratie en bemoediging. Nu de mensen weer fysiek een kerk kunnen bezoeken organiseert Ad van Nieuwpoort de Duinzichtgesprekken.
Van Nieuwpoort is publicist bij diverse dagbladen en tijdschriften, waaronder NRC Handelsblad, Trouw, Het Financieele Dagblad en het Christelijk Weekblad, en is vaste commentator bij het Radio 1-programma Nieuws en Co. Hij was te gast bij de IKON-programma's Het Vermoeden en De Nachtzoen en bij NCRV's De Verwondering. Een van zijn meest recente publicaties is het boek Uit de tijd. Wat bezielt een liberale dorpsdominee? (Prometheus 2017), waarover Bas Heijne schreef: 'zonder belerend of apodictisch te zijn deelt Van Nieuwpoort de bezieling die hij in oude teksten vindt en onderzoekt hoe die ook nu nog betekenis kunnen geven in ons o zo fragiele bestaan.' Over zijn boek Leven! Zonder oplossing werd hij in februari 2022 geïnterviewd in het televisieprogramma Hour of Power.
Ter gelegenheid van zijn 25-jarig ambtsjubileum op 28 november 2021 werden Van Nieuwpoort, na afloop van de ochtenddienst in de Duinzichtkerk, de versierselen uitgereikt van Ridder in de Orde van Oranje Nassau. Deze werden hem overhandigd door Jan van Zanen, burgemeester van Den Haag, maar vanwege Covid-19 opgespeld door zijn vrouw. De onderscheiding werd Van Nieuwpoort toegekend voor zijn inspanningen om op tal van podia binnen en buiten de kerk de christelijke en bijbelse traditie te vertalen naar de maatschappelijke thema's van vandaag en voor zijn vrijwilligerswerk voor verschillende organisaties en stichtingen.
Tevens was Van Nieuwpoort lid van de Raad van Toezicht van de Protestantse Theologische Universiteit (PThU) en directeur (lid) van de Koninklijke Hollandsche Maatschappij der Wetenschappen.
Over Van Nieuwpoorts werk maakten documentairemakers Sarah Vos en Sander Snoep in 2017 de docufilm Hier ben ik.

## Persoonlijk
Van Nieuwpoort is getrouwd met theoloog en uitgever Mirjam Elbers en vader van een dochter. Hij is zoon van hervormd predikant Leendert van Nieuwpoort.

## Bestseller 60
| Boeken met noteringen in de Nederlandse Bestseller 60 | Jaar van verschijnen | Datum van binnenkomst | Hoogste positie | Aantal weken | Opmerkingen |
| ----------------------------------------------------- | -------------------- | --------------------- | --------------- | ------------ | ----------- |
| Uittocht                                              | 2023                 | 03-05-2023            | 44              | 2            |             |

- Library of Congress Control Number: n99282207
- Nederlandse Thesaurus van Auteursnamen: 156450674
- Virtual International Authority File: 21478416
- WorldCat: E39PBJwHkxKtydPFGMtR8YXcfq